# Notker Balbulus

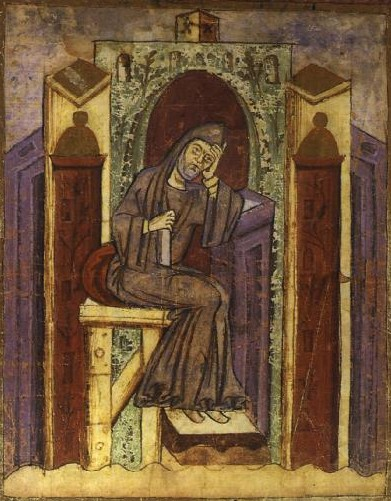
Notker Balbulus.

Notker Balbulus eller Notker av S:t Gall, född omkring 840 i Heligau eller Jonschwil, död 912 i Sankt Gallen, Schweiz, var en lärd, musiker, poet och benediktinmunk i katedralen i Sankt Gallen.
Notker var författare till Liber Ymnorum (cirka 881–887) som samlar ett antal hymner som är nedtecknade med både text och tonhöjd, och är således tidiga exempel på europeisk musiknotation.